# تسخیر نان
تسخیر نان (به انگلیسی: The Conquest of Bread) کتابی است نوشتة پیتر کروپتکین، فیلسوف آنارشیست روسی.
این کتاب نخستین بار در سال ۱۸۹۲ به زبان فرانسوی و با عنوان La Conquête du Pain در پاریس با مقدمه ای از الیزه رکلو منتشر شد.